# 스위트 러시
스위트 러시(폴란드어: Tatarak, 영어: Sweet Rush)는 폴란드에서 제작된 안제이 바이다 감독의 2009년 드라마 영화이다. 크리스티나 얀다 등이 주연으로 출연하였다.

## 출연

### 주연
- 크리스티나 얀다
- 파웰 자이다

### 조연
- 얀 엔글레르트
- 야드비가 얀코프스카-키에슬라크
- 로마 가시오로브스카
- 파벨 토마쉐프스키
- 마르신 코르크즈
- 안제이 바이다